# Aghbalou N'Kerdous
Aghbalou N'Kerdous (en àrab اغبالو انكردوس, Aḡbālū Inkardūs; en amazic ⴰⵖⴱⴰⵍⵓ ⵏ ⴰⴽⵔⴷⵓⵙ) és una comuna rural de la província d'Errachidia, a la regió de Drâa-Tafilalet, al Marroc. Segons el cens de 2014 tenia una població total de 10.313 persones.